# The Girl Guides Association of Kiribati
The Girl Guides Association of Kiribati is de nationale scoutsgroep voor meisjes in Kiribati. In 2003 had de organisatie 435 leden. De groep werd in 1926 opgericht en werd lid van de World Association of Girl Guides and Girl Scouts in 1990.